# Mya (geslacht)
Mya is een geslacht van tweekleppigen uit de  familie van de Myidae.

## Soorten
- Mya arenaria Linnaeus, 1758 (Strandgaper)
- Mya baxteri Coan & Valentich-Scott, 1997
- Mya pseudoarenaria Schlesch, 1931
- Mya truncata Linnaeus, 1758 (Afgeknotte gaper)

### Nomen dubium
- Mya edentula Pallas, 1771
- Mya membranacea Gmelin, 1791

### Synoniemen
- Mya (Arenomya) Winckworth, 1930 => Mya Linnaeus, 1758
- Mya (Arenomya) baxteri Coan & Valentich-Scott, 1997 => Mya baxteri Coan & Valentich-Scott, 1997
- Mya abrupta Conrad, 1849 => Panopea abrupta (Conrad, 1849) †
- Mya acuta Say, 1822 => Mya arenaria Linnaeus, 1758
- Mya alba Agassiz, 1839 => Mya arenaria Linnaeus, 1758
- Mya anatina Gmelin, 1791 => Tugonia anatina (Gmelin, 1791)
- Mya angulata Spengler, 1793 => Anatinella nicobarica (Gmelin, 1791)
- Mya anserifera Spengler, 1793 => Laternula spengleri (Gmelin, 1791)
- Mya antarctica Melvill & Standen, 1914 => Laternula elliptica (King, 1832)
- Mya arctica Linnaeus, 1767 => Hiatella arctica (Linnaeus, 1767)
- Mya atlantica Spengler, 1793 => Paphies australis (Gmelin, 1791)
- Mya australis Gmelin, 1791 => Paphies australis (Gmelin, 1791)
- Mya bidentata Montagu, 1803 => Kurtiella bidentata (Montagu, 1803)
- Mya binghami (Turton, 1822) => Sphenia binghami Turton, 1822
- Mya byssifera Fabricius, 1780 => Hiatella arctica (Linnaeus, 1767)
- Mya cancellata Conrad, 1837 => Platyodon cancellatus (Conrad, 1837)
- Mya communis Megerle von Mühlfeld, 1811 => Mya arenaria Linnaeus, 1758
- Mya complanata Lightfoot, 1786 => Elliptio complanata (Lightfoot, 1786)
- Mya convexa W. Wood, 1815 => Thracia convexa (W. Wood, 1815)
- Mya corpulenta Conrad, 1845 => Mya arenaria Linnaeus, 1758
- Mya crispata Linnaeus, 1758 => Zirfaea crispata (Linnaeus, 1758)
- Mya declivis Pennant, 1777 => Mya arenaria Linnaeus, 1758
- Mya decussata Montagu, 1808 => Petricola lithophaga (Retzius, 1788)
- Mya distorta Montagu, 1803 => Thracia distorta (Montagu, 1803)
- Mya donacina Spengler, 1793 => Paphies donacina (Spengler, 1793)
- Mya dubia Pennant, 1777 => Rocellaria dubia (Pennant, 1777)
- Mya elongata Locard, 1886 => Mya arenaria Linnaeus, 1758
- Mya erodona Lamarck, 1818 => Erodona mactroides Bosc, 1801
- Mya ferruginea Gray J.E., 1847 => Tellimya ferruginosa (Montagu, 1808)
- Mya ferruginosa Montagu, 1808 => Tellimya ferruginosa (Montagu, 1808)
- Mya gaditana Gmelin, 1791 => Scrobicularia plana (da Costa, 1778)
- Mya gigas Lightfoot, 1786 => Panopea glycimeris (Born, 1778)
- Mya glycimeris Born, 1778 => Panopea glycimeris (Born, 1778)
- Mya gravis Wood, 1828 => Ortmanniana ligamentina (Lamarck, 1819)
- Mya guinensis Spengler, 1793 => Tugonia anatina (Gmelin, 1791)
- Mya hemphilli Newcomb, 1874 => Mya arenaria Linnaeus, 1758
- Mya hispanica Philippi, 1836 => Scrobicularia plana (da Costa, 1778)
- Mya hyalina Conrad, 1831 => Lyonsia hyalina (Conrad, 1831)
- Mya inaequivalvis Montagu, 1803 => Corbula gibba (Olivi, 1792)
- Mya inopia Hanna, 1924 => Cryptomya californica (Conrad, 1837)
- Mya intermedia Dall, 1898 => Mya baxteri Coan & Valentich-Scott, 1997
- Mya japonica Jay, 1857 => Mya arenaria Linnaeus, 1758
- Mya labiata Maton, 1810 => Erodona mactroides Bosc, 1801
- Mya lata J. Sowerby, 1815 => Mya arenaria Linnaeus, 1758
- Mya lutraria Linnaeus, 1758 => Lutraria lutraria (Linnaeus, 1758)
- Mya margaritifera Linnaeus, 1758 => Margaritifera margaritifera (Linnaeus, 1758)
- Mya mindorensis A. Adams & Reeve, 1850 => Cryptomya californica (Conrad, 1837)
- Mya nicobarica Gmelin, 1791 => Anatinella nicobarica (Gmelin, 1791)
- Mya nitens Montagu, 1808 => Ervilia nitens (Montagu, 1808)
- Mya nitida Müller, 1776 => Abra nitida (O. F. Müller, 1776)
- Mya nitida Fabricius, 1798 => Lyonsia norwegica (Gmelin, 1791)
- Mya norvegica Spengler, 1793 => Panomya norvegica (Spengler, 1793)
- Mya norwegica Gmelin, 1791 => Lyonsia norwegica (Gmelin, 1791)
- Mya oblonga Gmelin, 1791 => Lutraria oblonga (Gmelin, 1791)
- Mya oblongatus Wood, 1828 => Lampsilis radiata (Gmelin, 1791)
- Mya oonogai Makiyama, 1935 => rMya arenaria Linnaeus, 1758
- Mya orbiculata Spengler, 1793 => Scrobicularia plana (da Costa, 1778)
- Mya ovalis Turton, 1822 => Mya truncata Linnaeus, 1758
- Mya papyracea Spengler, 1793 => Anatinella nicobarica (Gmelin, 1791)
- Mya particolor Perry, 1811 => Panopea glycimeris (Born, 1778)
- Mya pellucida Brown, 1818 => Lyonsia norwegica (Gmelin, 1791)
- Mya perna Linnaeus, 1758 => Perna perna (Linnaeus, 1758)
- Mya pholadia Montagu, 1803 => Rocellaria dubia (Pennant, 1777)
- Mya picea W. Wood, 1815 => Cyrtodaria siliqua (Spengler, 1793)
- Mya praecisa Gould, 1850 => Mya truncata Linnaeus, 1758
- Mya praetenuis Pulteney, 1799 => Cochlodesma praetenue (Pulteney, 1799)
- Mya priapus Tilesius, 1822 => Panomya priapus (Tilesius, 1822)
- Mya pubescens Pulteney, 1799 => Thracia pubescens (Pulteney, 1799)
- Mya pullus J. de C. Sowerby, 1826 => Mya truncata Linnaeus, 1758
- Mya purpurea Montagu, 1808 => Turtonia minuta (Fabricius, 1780)
- Mya purpurea Montagu, 1808 sensu Turton, 1822 => Hiatella rugosa (Linnaeus, 1767)
- Mya radiata Gmelin, 1791 => Lampsilis radiata (Gmelin, 1791)
- Mya rigidus Wood, 1828 => Elliptio complanata (Lightfoot, 1786)
- Mya rostrata Spengler, 1793 => Cuspidaria rostrata (Spengler, 1793)
- Mya rotunda Wood, 1828 => Obovaria subrotunda (Rafinesque, 1820)
- Mya rugulosus Wood, 1828 => Alasmidonta marginata Say, 1818
- Mya semistriata Hanley, 1842 => Cryptomya semistriata (Hanley, 1842)
- Mya siliqua Spengler, 1793 => Cyrtodaria siliqua (Spengler, 1793)
- Mya simplex Holmes, 1858 => Basterotia elliptica (Récluz, 1850)
- Mya solemyalis Lamarck, 1818 => Entodesma solemyalis (Lamarck, 1818)
- Mya striata Montagu, 1816 => Lyonsia norwegica (Gmelin, 1791)
- Mya suborbicularis Montagu, 1803 => Kellia suborbicularis (Montagu, 1803)
- Mya subovata Woodward, 1833 => Mya arenaria Linnaeus, 1758
- Mya subtruncata Woodward, 1833 => Mya arenaria Linnaeus, 1758
- Mya tenuis Philippi, 1887 => Cryptomya californica (Conrad, 1837)
- Mya tugon Deshayes, 1830 => Tugonia anatina (Gmelin, 1791)
- Mya uddevalensis Hancock, 1846 => Mya truncata Linnaeus, 1758
- Mya vulsella Linnaeus, 1758 => Vulsella vulsella (Linnaeus, 1758)